# سولار سيتي
سولار سيتي (بالإنجليزية: SolarCity)‏ هي شركة تابعة لـ Tesla، Inc. وهي متخصصة في خدمات الطاقة الشمسية ومقرها الرئيسي في سان ماتيو، كاليفورنيا.
تقوم شركة SolarCity بتسويق وتصنيع وتركيب الألواح الشمسية السكنية والتجارية والأسقف الشمسية في الولايات المتحدة. في عام 2016، استحوذت شركة Tesla، Inc. على الشركة ، كما تقدم الآن خدمات تخزين الطاقة من خلال شركة Tesla ، بما في ذلك خدمة النسخ الاحتياطي للبطارية السكنية الجاهزة التي تتضمن Tesla's Powerwall. تقوم الشركة، بالشراكة مع Panasonic، بتشغيل Tesla Giga New York، وهو مصنع في Buffalo، نيويورك، حيث تقوم بتصنيع مكونات الوحدة الشمسية.

## وصلات خارجية
- الموقع الرسمي